# Rajd karmatów na pielgrzymów z Mekki (924)
Rajd karmatów na pielgrzymów z Mekki (924) – napad sił karmackiego wodza Abu Tahira, na karawanę pielgrzymów powracających z Mekki. Starcie zakończyło się zwycięstwem ismailitów, oraz rozpoczęło ich dalszą kampanię przeciw kalifatowi.

## Bitwa i jej przyczyny
Na początku X wieku n.e. tereny Bahrajnu i Kataru znalazły się pod władaniem szyickiej sekty karmatów. Odrzucała władzę sunnickich kalifów z Bagdadu, sprzeciwiając się zbrojnie próbom narzucenia sobie zwierzchności. 
W 923 roku nowym przywódcą sekty został Abu Tahir Sulajman al-Dżannabi, który w sierpniu tego roku spustoszył Al-Basrę. Niedługo później, zaatakował powracających z hadżdżu sunnickich pielgrzymów, niszcząc ich karawany jedna po drugiej. Pielgrzymi zostali albo zmasakrowani, albo wzięci do niewoli, tak jak stało się z Abu al-Hajdżą Abd Allahem Ibn Hamdanem, hamdanidzkim emirem.

## Skutki
Najbardziej wartościowi jeńcy zostali zwolnieni przez karmatów i wysłani do Bagdadu z żądaniami przekazania spornych terytoriów karmatom. Kalifat odmówił. W 925 roku radykałowie przeprowadzili kolejny atak na karawanę, a potem podbili Al-Kufę. 